# Mario Hoyer
Mario Hoyer (n. 26 iulie 1965, Ronneburg, Turingia, Germania) este un bober ce a reprezentat Republica Democrată Germană, medaliat olimpic. A participat la o ediție a Jocurilor Olimpice (1988) în care a câștigat o medalie de bronz.

## Participări
Lista de mai jos prezintă principalele competiții la care a participat Mario Hoyer de-a lungul carierei.
- bobsleigh at the 1988 Winter Olympics – two-man[*]